# Bristol Open 1986
Il Bristol Open 1986 è stato un torneo di tennis giocato sull'erba. È stata la 7ª edizione del Bristol Open, che fa parte del Nabisco Grand Prix 1986. Si è giocato a Bristol in Inghilterra, dal 16 al 23 giugno 1986.

## Campioni

### Singolare
Vijay Amritraj ha battuto in finale  Henri Leconte con il punteggio di 7–6, 1–6, 8–6

### Doppio
Christo Steyn /  Danie Visser hanno battuto in finale  Mark Edmondson /  Wally Masur con il punteggio di 6–7, 7–6, 12–10